# Pardosa praepes
Pardosa praepes là một loài nhện trong họ Lycosidae.
Loài này thuộc chi Pardosa. Pardosa praepes được Eugène Simon miêu tả năm 1886.